# Carlo Ballesi
Carlo Ballesi (Macerata, 14 ottobre 1949) è un politico italiano.

## Biografia
Figlio di Elio Ballesi, già sindaco di Macerata e parlamentare.
Avvocato, è esponente della Democrazia Cristiana, è stato sindaco di Macerata dal 1987 al 1992 e poi del comune di Visso dal 2009 al 2014. 
È stato senatore della Repubblica per due legislature: con la Democrazia Cristiana dal 1992 al 1994 e poi con il Partito Popolare Italiano nel 1994; nell'estate 1995 segue la scissione di Rocco Buttiglione che dà vita ai Cristiani Democratici Uniti. Conclude il proprio mandato parlamentare nel 1996.